# Гиясов, Шахрам Джамшедович
Шахра́м Джамше́дович Гия́сов (узб. Shaxram Jamshedovich Giyasov; 7 июля 1993 года, Бухара, Узбекистан) — узбекский боксёр. Серебряный призёр Олимпиады-2016 в Рио-де-Жанейро. Чемпион мира-2017 и чемпион Азии-2017 среди любителей в весе до 69 кг. Лучший боксёр Азии 2017 года (среди любителей). Обладатель почётного звания «Узбекистон ифтихори». В профи в апреле 2019 выиграл чемпионский пояс WBA International в весе Super Lightweight (до 63,5 кг).
Лучшая позиция по рейтингу BoxRec — 10-я (апрель 2025) и является 1-м среди узбекских боксёров полусреднего веса, а по рейтингам основных международных боксёрских организаций занимает: 1-ю строку рейтинга WBA, 1-ю строку рейтинга WBO — входя в ТОП-10 лучших полусредневесов мира.

## Биография
«Мой отец и дядя всегда стремились стать великими боксёрами. Но в их юности было другое время, другие возможности, поэтому исполнить эту мечту им не удалось. Но когда родился я, они решили сделать меня спортсменом и посвятить этой цели полностью самих себя, чему сейчас я очень благодарен, потому что смог воплотить в реальность мечту сразу двух своих родных и дорогих мне людей».
«Я начал заниматься в 5-м классе. К тому времени наши земляки Мухаммадкодир Абдуллаев и Аббос Атоев уже заявили о себе на мировом ринге, став призёрами и чемпионами Олимпиады. Я смотрел на них и, будучи маленьким мальчиком, мечтал когда-нибудь получить возможность защищать честь своей страны на Олимпиаде. Я хотел принести золото своему Узбекистану! Я хотел оправдать все надежды и исполнить свою самую заветную мечту — быть чемпионом своей страны».

## Любительская карьера
2014 — Золотая медаль на VI чемпионате мира по боксу среди студентов в Якутске, где Гиясов в весе до 64 кг в финале одолел казаха Маулена Оскенбека
2016—2018 — Выступал в узбекской команде «Uzbek Tigers» во Всемирной серии бокса (WSB).
2016 — Серебряный призёр по боксу на Олимпийских играх 2016 в Рио-де-Жанейро в полусреднем весе до 69 кг. В финале боксёрского турнира Шахрам уступил в остром бою чемпиону мира-2013 и чемпиону Азии-2015 казаху Данияру Елеусинову, но был признан «Открытием года» Азиатской конфедерацией бокса.
2017 — В апреле на Кубке короля Таиланда в Бангкоке не вышел на финальный бой с чемпионом мира среди молодёжи-2016 казахом Садриддином Ахмедовым и уехал домой. Но дома стал чемпионом Азии (май, Ташкент) — в финале выиграл у казахского боксёра Аблайхана Жусупова. В сентябре стал чемпионом мира в Гамбурге, в полуфинале снова обыграв Жусупова, а в финале победив олимпийского чемпиона Лондона-2012 кубинца Роньеля Иглесиаса. В декабре Шахрам Гиясов был признан лучшим боксёром Азии 2017 года и сообщил, что переходит в профессиональный бокс.
Однако, последний бой в любителях он в составе команды «Uzbek Tigers» (Узбекские тигры) проиграл 18 февраля 2018 года в Талдыкоргане (Казахстан) казахскому проспекту из «Astana Arlans» Асланбеку Шымбергенову.
В конце октября 2021 года в Белграде (Сербия) участвовал на чемпионате мира, в категории до 71 кг, где он в 1/16 финала соревнований по очкам (0:5) опять проиграл опытному казахскому боксёру Асланбеку Шымбергенову.

## Карьера в профи
3 марта 2018 года в Нью-Йорке промоутерская компания Андрея Рябинского «Мир Бокса» подписала эксклюзивные промоутерские контракты с двумя перспективным боксерами-любителями из Узбекистана, серебряным и бронзовым призёрами Олимпиады-2016: 24-летним Шахрамом Гиясовым и 23-летним Муроджоном Ахмадалиевым. Менеджером обоих стал Руслан Хусинов, а тренером — Джастин Гамбер. Оба боксёра начали профессиональную карьеру 10 марта 2018 года досрочными нокаутами. Гиясов на сцене старого нью-йоркского театра Kings Theatre в Бруклине уже на 8-й секунде первого раунда ударом в печень нокаутировал аргентинского боксёра Николаса Веласкеса (10-2-0, 3КО) по прозвищу Левша (El Zurdo).
А 21 апреля 2018 года там же победил опытного венгерского джорнимена Габора Горбича (24-10-0, 14КО) по прозвищу Белка (Squirrel).
После успешного старта в профи в мае 2018 года оба боксёра были приняты Президентом Национального Олимпийского комитета Узбекистана Умидом Ахматджановым и согласились выступить за страну на Олимпиаде Токио-2020. Как известно, в июне 2016 года международная ассоциация любительского бокса (АИБА) приняла решение разрешить профессиональным боксёрам выступать на Олимпийских играх.
Между тем, очередной свой бой Шахрам Гиясов провёл 14 июля в Лос-Анджелесе против мексиканца Даниэля Эчеверрия (Daniel Echeverria, 19-5-0, 17КО), по прозвищу Tocado (Пьяный удар), проигравшим за последние два года 4 боя подряд. Узбекский боксёр отправил его в нокаут уже в первом раунде.
Следующий бой Гиясов провёл 18 августа в Калифорнии против боксера из Ганы Альберта Менса (31-6-1, 15KO) по прозвищу Торнадо и выиграл техническим нокаутом в третьем раунде.
22 сентября на Уэмбли Арене в Лондоне Гиясов в 4 раунде впечатляюще нокаутировал ещё небитого никарагуанца Хулио Лагуну (14-0-0, 10KO).
24 ноября 2018 узбекский панчер в Атлантик Сити (США) уже в первом раунде после нокдауна нокаутировал мексиканца Мигеля Замудио (41-11-1, 25КО).
В 2019 году Гиясов спустился из весовой категории Welterweight (66,7 кг, полусредний вес) в категорию Super Lightweight (63,5 кг, первый полусредний вес). И 23 февраля 2019 выиграл техническим нокаутом в 5 раунде в Тихуане (Мексика) у местного 36-летнего боксёра Эдгара Пуэрта (25-11-1, 19 КО).
26 апреля выиграл свой первый титул WBA International в весе Super Lightweight, победив в 10 раундах единогласным решением судей чернокожего американца Эммануэля Тейлора в Инглвуде, Калифорния, США.

#### Бой с Харольдом Кальдероном
17 июня 2023 года в со-главном поединке вечера бокса в Новом Орлеане (США) в отборочном поединке по линии WBA уверенно побил американца Харольда Кальдерона (27-0, 18 KO). Высоченный левша не смог ничего противопоставить умелому Гиясову. Все попытки переломить ход боя складывающегося не в пользу Кальдерона успеха не имели. В первой половине боя он пассивничал и уступал в скорости. Вторую половину так же провалил устав после 9-го раунда где попытался пойти в ва-банк. Односторонний бой отражает первые две судейские записки:120—108, 118—110 и странные 116—112. После боя в рейтинге WBA поднялся на 1 строчку.

#### Бой с Пабло Сезар Кано
24 февраля 2024 года в Орландо (Флорида, США) занимая 1-е место в рейтинге WBA в полусреднем весе  встретился с шестым номером этого рейтинга Пабло Сезаром Кано в отборочном поединке. Агрессивный опытный мексиканец сразу сделал ставку на давление и напор - шёл вперед. Гиясов работал на отходах и умело встречал напористого оппонента. В 4-м раунде Кано пропустил по корпусу и ему был отсчитан нокдаун. Следующие раунды были похожи: Кано создавал давление, инициатива была на его стороне, Гиясов пытался вязать, даже прибегая к сполерским решениям. В 9-м раунде узбек пропустил левый боковой в челюсть и удар по затылку оказался на настиле. Рефери спорно не стал открывать счёт. В 11-м раунде Кано потерял равновесие упал и повредил голеностоп. Супервайзером боя было принято решение произвести подсчёт очков: 109—99 в пользу Гиясова.

#### Бой с Мигелем Паррой
31 июля 2024 года в Санта-Монике (США) провел бой с мексиканским середняком Мигелем Паррой (22-5-1, 14 КО). С первого раунда мексиканец показал, что не собирается уступать более звездному фавориту: держал центр ринга, был активен и даже навязывал обмен. Мексиканец провел хорошее начало боя. Гиясов взвинтил темп и стал больше делать, ушла непонятная неуверенность. Начиная с 4-го раунда мексиканец стал пропускать, Появилась гематома под левым глазом и активность снизилась. В 7-м раунде после точного удара по корпусу рефери снимает очко с Гиясова якобы за удар ниже пояса снова возвращая интригу на карты судей. Следующие два раунда Гиясов выцеливал в туловище, мексиканец же перешёл в режим выживания. В финальном раунде Парра из последних сил выдал активный бой первым номером. Судейский счёт был раздельным: 95—94 Парра, 95—94 Гиясов и 96—93 Гиясов. Гиясов SD.

#### Бой с Франко Окампо
12 апреля 2025 года в Атлантик-Сити (США) в статусе обязательного претендента провел промежуточный бой с Франко Максимилиано Окампо (17-3, 8 КО) из Аргентины. Окампо в первом раунде работал на контратаках, менял стойки, но в конце пропустил мощный левый хук оказавшись в полу. Он смог встать, снова начал пропускать, только гонг об окончании раунда спас его. Второй и третий раунды прошли при полном преимуществе Гиясова, но обошелся без нокдаунов. В 4-й трехминутке за минуту до конца Гиясов попадает правым прямым в корпус. Аргентинец не смог встать. Рефери зафиксировал нокаут. КО4.

## Статистика профессиональных боёв
В таблице перечислены результаты всех поединков боксёров.
В каждой строке указан результат поединка. Дополнительно номер поединка обозначен цветом, который обозначает итог поединка. Расшифровка обозначений и цветов представлена в нижеследующей таблице.
| Пример | Расшифровка                     |
| ------ | ------------------------------- |
|        | Победа                          |
|        | Ничья                           |
|        | Поражение                       |
|        | Планируемый поединок            |
|        | Поединок признан несостоявшимся |
| КО     | Нокаут                          |
| ТКО    | Технический нокаут              |
| PTS    | Решение судей (по очкам)        |
| UD     | Единогласное решение судей      |
| MD     | Решение большинства судей       |
| SD     | Раздельное решение судей        |
| RTD    | Отказ от продолжения боя        |
| DQ     | Дисквалификация                 |
| NC     | Поединок признан несостоявшимся |

| 17 поединков, 17 побед (10 нокаутом). | 17 поединков, 17 побед (10 нокаутом). | 17 поединков, 17 побед (10 нокаутом). | 17 поединков, 17 побед (10 нокаутом). | 17 поединков, 17 побед (10 нокаутом).                  | 17 поединков, 17 побед (10 нокаутом). | 17 поединков, 17 побед (10 нокаутом).                                        |
| Бой                                   | Рекорд                                | Дата                                  | Соперник                              | Место боя                                              | Результат                             | Комментарии                                                                  |
| ------------------------------------- | ------------------------------------- | ------------------------------------- | ------------------------------------- | ------------------------------------------------------ | ------------------------------------- | ---------------------------------------------------------------------------- |
| 17                                    | 17 (10)-0                             | 13 апреля 2025                        | Максимилиано Окампо (17-3, 8 КО)      | Атлантик сити, Нью-Жерси, США                          | TKO 4 (10) 1:39                       |                                                                              |
| 16                                    | 16 (9)-0                              | 1 августа 2024                        | Мигел Перра (22-5-1, 14 КО)           | Kingdom Arena, Эр-Рияд, Саудовская Аравия              | UD10 (10)                             |                                                                              |
| 15                                    | 15 (9)-0                              | 25 февраля 2024                       | Пабло Сезар Канё (35-9-1, 25 КО)      | , ОРЛАНДО, США                                         | UD10 (10)                             |                                                                              |
| 14                                    | 14 (9)-0                              | 18 июня 2023                          | Харолд Калдерон (27-0-0, 19 КО)       | , Smoothie King Center,Луизиана, США                   | UD12 (12)                             | Бой за вакантный титул по версии WBA.                                        |
| 13                                    | 13 (9)-0                              | 8 май 2022                            | Кристиан Гомес (22-2-1, 20 КО)        | , T-Mobile Arena,Лас Вегас, США                        | UD10 (10)                             |                                                                              |
| 12                                    | 12 (9)-0                              | 19 сентября 2021                      | Жахонгир Хасанов (2-0-0, 2 КО)        | , Humo Arena,Ташкент, Узбекистан                       | UD10 (10)                             | Защитил титул по версии WBA International Super Lightweight Title.           |
| 11                                    | 11 (9)-0                              | 3 апреля 2021                         | Патрисио Лопес Морено (12-3, 8 КО)    | Шаблон:Флаг Узбекистан, Хумо арена,Ташкент, Узбекистан | ТКО 5(10)                             |                                                                              |
| 10                                    | 10 (8)-0                              | 16 августа 2020                       | Уистон Кампос (31-7-6, 19 КО)         | Auditorio Municipal, Тихуана, Мексика                  | ТКО 3(10)                             | Защитил титул по версии WBA International Super Lightweight Title.           |
| 9                                     | 9 (7)-0                               | 24 августа 2019                       | Дарлейс Перес (34-4-2, 22 КО)         | Centro de Usos Multiples, Эрмосильо, Сонора, Мексика   | TKO 1 (10) 2:32                       | Защитил титул по версии WBA International Super Lightweight Title.           |
| 8                                     | 8 (6)-0                               | 26 апреля 2019                        | Эммануэль Тейлор (20-5-0, 14 КО)      | Forum, Инглвуд (Калифорния), США                       | UD (10)                               | Выиграл вакантный титул по версии WBA International Super Lightweight Title. |
| 7                                     | 7 (6)-0                               | 23 февраля 2019                       | Эдгар Пуэрта (25-11-1)                | Auditorio Municipal, Тихуана, Мексика                  | ТКО 5 (8)                             | Первый бой в категории Super Lightweight (до 63,5 кг).                       |
| Переход в другой вес                  |                                       |                                       |                                       |                                                        |                                       |                                                                              |
| 6                                     | 6 (5)-0                               | 24 ноября 2018                        | Мигель Замудио (41-10-1)              | Hard Rock Hotel & Casino, Атлантик Сити, США           | ТКО 1 (6), 2:41                       |                                                                              |
| 5                                     | 5 (4)-0                               | 22 сентября 2018                      | Хулио Лагуна (14-0-0)                 | Уэмбли, Лондон, Великобритания                         | TКО 4 (8)                             |                                                                              |
| 4                                     | 4 (3)-0                               | 17 августа 2018                       | Альберт Менса (31-6-1)                | Fantasy Springs Casino, Индио (Калифорния), США        | КО 3 (8)                              |                                                                              |
| 3                                     | 3 (2)-0                               | 14 июля 2018                          | Даниэль Эччеверия (19-5-0)            | Florentine Gardens, Голливуд, Лос-Анджелес, США        | КО 1 (6), 2:58                        |                                                                              |
| 2                                     | 2 (1)-0                               | 21 апреля 2018                        | Габор Горбич (24-10-0)                | Kings Theatre, Бруклин, Нью-Йорк, США                  | UD (6)                                |                                                                              |
| 1                                     | 1 (1)-0                               | 10 марта 2018                         | Николас Веласкес (10-2-0)             | Kings Theatre, Бруклин, Нью-Йорк, США                  | KO 1 (6), 0:08                        | Профессиональный дебют в категории Welterweight (до 66,7 кг)                 |